# Houghton Saint Giles
Houghton Saint Giles är en ort i Storbritannien.   Den ligger i grevskapet Norfolk och riksdelen England, i den sydöstra delen av landet, 170 km norr om huvudstaden London. Houghton Saint Giles ligger 29 meter över havet och antalet invånare är 224. Houghton St Giles var en civil parish fram till 1935 när blev den en del av Barsham. Civil parish hade 142 invånare år 1931. Byn nämndes i Domedagsboken (Domesday Book) år 1086, och kallades då Hohttune.
Terrängen runt Houghton Saint Giles är platt. Runt Houghton Saint Giles är det ganska tätbefolkat, med 104 invånare per kvadratkilometer. Närmaste större samhälle är Fakenham, 5,7 km söder om Houghton Saint Giles. Trakten runt Houghton Saint Giles består till största delen av jordbruksmark.